# خورشیدپرتو شیوا
خورشیدپرتو شیوا (نام علمی: Curetis siva) گونه‌ای از گرگ‌پروانه‌ها یا پروانه آبی است که در آسیا یافت می‌شود.
ماده‌ها با لکه‌های سفید هستند.